# Abbotts Ann Down
Abbotts Ann Down – osada w Anglii, w hrabstwie Hampshire, w dystrykcie Test Valley. Leży 17 km na północny zachód od miasta Winchester i 104 km na zachód od Londynu.